# Первое Мая (рабочий посёлок, Балахнинский район)
Пе́рвое Ма́я — рабочий посёлок в составе городского поселения «Рабочий посёлок Малое Козино» в Балахнинском районе Нижегородской области.

## География
Расположен в 30 км к северо-западу от Нижнего Новгорода, в 10 км к югу от районного центра — города Балахна, в 3 км от железнодорожной станции Козино (на ветке Нижний Новгород — Заволжье).

## История
Посёлок был основан в 1926 году. В 1937 году открыта начальная школа, в 1960-х годах открылись детский сад, фельдшерско-акушерский пункт, библиотека и клуб. 
В 1964 году произошло объединение с посёлком Красный Мыс. 
Статус посёлка городского типа — с 1991.

## Транспорт
На северной границе посёлка расположен остановочный пункт Алешино электрифицированной железнодорожной линии Нижний Новгород - Заволжье. 
По территории посёлка проходит два автобусных маршрута:
- 105 - п. 1 мая - Балахна (автостанция)
- т247 - п. 1 мая - Нижний Новгород (ТПУ Канавинский)

На трассе 22р-0152 находится остановка "посёлок Первое Мая", на котором останавливаются маршруты автобусов 203, 203а, 1323.

## Население
| 2002  | 2009  | 2010  | 2012  | 2013  | 2014  | 2015  |
| ----- | ----- | ----- | ----- | ----- | ----- | ----- |
| 2210  | ↗2221 | ↘2135 | ↗2158 | ↗2181 | ↗2194 | ↗2199 |
| 2016  | 2017  | 2018  | 2019  | 2020  | 2021  |       |
| ↗2240 | ↘2224 | ↘2210 | ↘2187 | ↘2171 | ↘1909 |       |